# Grisignano di Zocco
Grisignano di Zocco är en ort och kommun i provinsen Vicenza i regionen Veneto i Italien. Kommunen hade 4 274 invånare (2018).